# Hysteria (Def Leppard-album)
För sinnestillståndet, se hysteri.
Hysteria är rockbandet Def Leppards fjärde studioalbum, släppt år 1987. Till stilen består albumet av "uppopad" heavy metal.
Albumet har sålt över 20 miljoner exemplar världen över och är ett av de mest köpta hårdrocksalbumen. Det blev etta på såväl Billboard 200 som UK Albums Chart. De mest framgångsrika låtarna på skivan blev "Love Bites", "Pour Some Sugar on Me" och "Armageddon It", vilka alla blev topp 5 på Billboard Hot 100.
2002 gjordes en dokumentär om inspelningen av albumet i serien Classic Albums.

## Låtlista
Alla låtar skrivna av Steve Clark, Phil Collen, Joe Elliott, Robert Lange och Rick Savage.
1. "Women" - 5:41
2. "Rocket" - 6:34
3. "Animal" - 4:02
4. "Love Bites" - 5:46
5. "Pour Some Sugar on Me" - 4:25
6. "Armageddon It" - 5:21
7. "Gods of War" - 6:32
8. "Don't Shoot Shotgun" - 4:10
9. "Run Riot" - 4:38
10. "Hysteria" - 5:49
11. "Excitable" - 4:19
12. "Love and Affection" - 4:35